# Hsunycterini
Hsunycterini – monotypowe plemię ssaków z podrodziny nektarolotów (Lonchophyllinae) w obrębie rodziny liścionosowatych (Phyllostomidae).

## Rozmieszczenie geograficzne
Plemię obejmuje gatunki występujące w południowej Ameryce Środkowej i Ameryce Południowej.

## Morfologia
Długość ciała (bez ogona) 45–59 mm, długość ogona  4–12 mm, długość ucha 11–18 mm, długość tylnej stopy 7–11 mm, długość przedramienia 29,7–36 mm; masa ciała 5–12 g.

## Systematyka
Plemię i rodzaj zdefiniował w 2014 roku amerykańsko-peruwiański zespół zoologów (Amerykanie Julie A. Parlos, Robert Timm, Vicki J. Swier i Robert James Baker oraz Peruwiańczyk Horacio Zeballos) w publikacji zatytułowanej Ocena zespołów parafiletycznych w obrębie Lonchophyllinae z opisem nowego plemienia i rodzaju. Gatunkiem typowym jest (oryginalne oznaczenie) nektarolot kolumbijski (H. cadenai).

### Etymologia
Hsunycteris: Hsu Taochiuh (ang. T.C. Hsu) (1917–2003), chińsko-amerykański biolog molekularny; gr. νυκτερις nukteris, νυκτεριδος nukteridos ‘nietoperz’.

### Podział systematyczny
Takson wyodrębniony z Lonchophylla. Do plemienia należy jeden rodzaj Hsunycteris wraz z czterema gatunkami:
| Grafika | Gatunek             | Autor i rok opisu                                  | Nazwa zwyczajowa        | Podgatunki         | Rozmieszczenie geograficzne | Podstawowe wymiary                                          | Status IUCN |
| ------- | ------------------- | -------------------------------------------------- | ----------------------- | ------------------ | --- | ----------------------------------------------------------- | ----------- |
|         | Hsunycteris cadenai | (Woodman & Timm, 2006)                             | nektarolot kolumbijski  | gatunek monotypowy | znany z kilku miejsc w zachodniej Kolumbii (Risaralda i Valle del Cauca) i północno-zachodnim Ekwadorze (Esmeraldas); zakres wysokości: do 2400 m n.p.m.                                                                              | DC: 5,2–5,8 cm DO: 0,7–1 cm DP: 3,1–3,3 cm MC: około 7 g    | DD          |
|         | Hsunycteris dashe   | Velazco, Soto-Centeno, Fleck, Voss & Simmons, 2017 |                         | gatunek monotypowy | endemit Peru: znany tylko z miejsca typowego w międzyrzeczu rzek Javari i Ukajali; zakres wysokości: poniżej 200 m n.p.m. | DC: 4,9–5,7 cm DO: 0,8–1,2 cm DP: 3,5–3,6 cm MC: 9,3–10,2 g | NE          |
|         | Hsunycteris pattoni | (Woodman & Timm, 2006)                             |                         | gatunek monotypowy | rozproszone stanowiska na Nizinie Amazonki w południowo-wschodniej Kolumbii oraz zachodniej i środkowej Brazylii (Amazonas i Pará), wschodni Ekwador, wschodnie Peru i północno-wschodnia Boliwia; zakres wysokości: do 1000 m n.p.m. | DC: 5,1–5,9 cm DO: 0,5–1 cm DP: 3,1–3,4 cm MC: 5–12 g       | DD          |
|         | Hsunycteris thomasi | (J.A. Allen, 1904)                                 | nektarolot strumieniowy | gatunek monotypowy | środkowa i wschodnia Panama, Kolumbia, Wenezuela (głównie na południe od rzeki Orinoko), region Gujana, amazońska Brazylia, wschodni Ekwador, wschodnie Peru i Boliwia; zakres wysokości: do 1300 m n.p.m.                            | DC: 4,5–5,6 cm DO: 0,4–1,1 cm DP: 2,9–3,4 cm MC: 5–10 g     | LC          |

Kategorie IUCN:  LC  – gatunek najmniejszej troski,  DD  – gatunki o nieokreślonym stopniu zagrożenia;  NE  – gatunki niepoddane jeszcze ocenie.